# Mabilla Talvas
Mabilla (o Mabil·la), Mabila o Mabel Talvas, fou senyora de Bellême i d'Alençon (?-1077) esposa de Roger II de Montgommery, poderós baró normand.

## Biografia
Mabilla era filla de Guillem II Talvas i Hildeburga. Pertanyia doncs a la família senyorial de Bellême, tan mal considerada pel cronista del segle xii, Orderic Vital. No cal doncs pas esperar-se de la part d'aquest últim a una descripció elogiosa. Segons Vital, Mabilla hauria heretat els vicis del seu pare als quals afegia els defectes propis al sexe femení segons els judicis de l'època. Diu que era « cruel », « mentidera », « amoral », « arrogant », sense oblidar l'adjectiu de «xarlatana ».
Cap a 1050 es va casar a un dels més importants senyors del ducat de Normandia, Roger II de Montgommery, pròxim conseller de Guillem el Bastard. Pels cronistes normands, aquesta unió fou instigada pel pare de la noia, Guillem II Talvas, que buscava aliats després de la pèrdua dels seus béns. Pels historiadors actuals, aquest matrimoni se suposa sobretot imposat per Guillem el Bastard que es malfiava de les aspiracions d'independència de la família de Bellême. Casant l'hereva de la senyoria de Bellême, Mabilla, amb un dels seus fidels, Roger II de Montgommery, el duc s'assegurava la tranquil·litat del sud del seu ducat. L'historiador Lucien Musset escriu: « així, la més poderosa de les famílies senyorials del Maine, va entrar en l'òrbita de la Normandia »
La parella serà efectivament fidel a Guillem. Cap a 1070, després de la mort del seu oncle, Yves II de Bellême, bisbe de Sées, Mabilla va heretar suposadament la senyoria de Bellême. Junt amb el seu marit van fundar o restaurar diversos monestirs : Almenèches, Troarn, Sant Martí de Sées. Escoltats pel duc Guillem, van aconseguir la desgràcia de diversos senyors : l'abat d'Ouche, Robert de Grandmesnil i el seu germà Hugues de Grandmesnil, Raúl II de Tosny i Ernaud Fitz-Giroie. Orderic Vital veu en això les mentides de Mabilla. Sempre segons l'historiador anglo-normand, la dona de Roger II de Montgommery hauria intentat enverinar a Ernauld Fitz-Giroie, en el que fou un nou episodi de la lluita entre les famílies Giroie i Bellême. En una data entre 1071 i 1074 va esdevenir pel seu matrimoni comtessa de Shrewsbury, comtat anglès concedit al seu marit pel rei Guillem el Conqueridor.
La mort de Mabilla el 1077 fou horrible: mentre estava allotjada al seu castell de Bures (prop de Caen), un amic dels Giroie, Hug de Saugei, i els seus dos germans, es van introduir a la fortalesa i van decapitar a la dona. Aquesta execució habitualment masculina, testifica de l'odi que podia suscitar el personatge. Fou enterrada a Troarn, al monestir que hi havia restaurat amb el seu marit. El seu epitafi assenyalat per Orderic Vital, mostra el caràcter enèrgic i terrible d'aquesta dona : «el seu enginy fou emprenedor, la seva ment vigilant, la seva activitat contínua, la seva eloqüència persuasiva, la seva sensatesa previsora. Petita de talla però gran per les seves virtuts; magnífica i sumptuosa, estimava els establiments. Fou l'escut de la seva pàtria, el bulevard de la seva frontera, i pels seus veïns, a vegades agradable i a vegades terrible »

## Família i descendència
Era filla de Guillem II Talvas i Hildeburga, i germana d'Arnald de Bellême. Del seu matrimoni amb Roger II de Montgommery va tenir nou fills:
- Robert II de Bellême, hereu dels béns dels seus pares al continent
- Hug de Montgommery, comte de Shrewsbury
- Roger el Poiteví
- Felip
- Arnold
- Emma, religiosa i abadessa d'Almenêches
- Mabilla, casada amb Hug de Châteauneuf
- Sibil·la casada amb Robert FitzHamon, comte de Gloucester